# Theoderik I
Denna artikel handlar om den frankiske kungen under 500-talet. För den visigotiske under första halvan av 400-talet, se Theoderik I (visigot).
Theoderik I, född omkring 485, död 534, son till Klodvig I, var en frankisk kung av Reims och Austrasien 511–534.  Vid Klodvigs död delades Frankerriket mellan Theoderik och hans bröder Chlodomer, Childebert I och Chlothar I och Theoderik erhöll kungadömet Metz (det gamla kungariket Köln) som även innefattade Reims, de ripuariska frankernas land och Moseldalen samt Champagne och Auvergne som han tidigare hade erövrat åt sin far 507. Dessutom kontrollerade han floden Rhens östra strand och alemannerna. 524 slogs han mot burgunderna tillsammans med sin bror Chlodomer som avled under fälttåget.
Han plundrade Auvergne som hade gjort revolt 526 och fogade Thüringen till sitt rike 531. Vid sin död överlämnade han riket till sin son Theodebert I.